# Prototheria
Prototheria was in vroegere indelingen een onderklasse van de klasse der zoogdieren (Mammalia) die de primitiefste zoogdieren omvatte, in feite alle zoogdieren die niet tot de Theria werden gerekend. Naast de nog levende Monotremata, zoals de mierenegel en het vogelbekdier, zijn dat onder andere de Multituberculata en dieren als Megazostrodon en Morganucodon. Omdat het taxon parafyletisch is, wordt het in classificaties niet meer gebruikt.